# روي إي. لارسن
روي إي. لارسن (بالإنجليزية: Roy Edward Larsen)‏ هو ناشر أمريكي، ولد في 20 أبريل 1899 في بوسطن في الولايات المتحدة، وتوفي في 9 سبتمبر 1979.